# Club Sol de América
Club Sol de América ist ein paraguayischer Fußballverein aus Asunción. Der Verein wurde 1909 gegründet und trägt seine Heimspiele im Estadio Luis Alfonso Giagni aus, das bis zu 5000 Zuschauern Platz bietet. Sol de América, das zweimal paraguayischer Fußballmeister wurde, spielt nach dem Aufstieg 2023 wieder in der Primera División.

## Geschichte
Der Club Sol de América nahm ein Jahr nach seiner Gründung am Spielbetrieb der 1910 neugegründeten zweithöchsten Spielklasse, der Segunda División de Paraguay, teil und stieg direkt auf, da es der Reservemannschaft vom Club Nacional nicht erlaubt war aufzusteigen. In den beiden Jahren nach dem Aufstieg, 1912 und 1913, wurde das Team Vizemeister.
Danach dauerte es dreizehn Jahre, bis Sol de América wieder unter den ersten Drei landete, was 1926 erstmals wieder der Fall war. Im Jahre 1935, in dem der Chacokrieg mit Bolivien beendet wurde, errang die Mannschaft den zweiten Platz hinter dem Club Cerro Porteño. Auch 1940 wurde die Mannschaft zweiter hinter Porteño, die von 1940 bis 1942 drei Mal in Folge Meister wurden. In den Jahren 1952, 1957, 1978, 1980 und 1981 wurde die Mannschaft weitere Male Vizemeister. 1986 konnte die Mannschaft schließlich den Fluch brechen und wurde erstmals Meister. Fünf Jahre später konnten sie nochmals Meister werden.

## Internationale Auftritte
Der Verein nahm insgesamt sechsmal am wichtigsten südamerikanischen Fußballwettbewerb für Vereinsmannschaften, dem Copa Libertadores, teil. 1989 drang das Team dabei sogar bis in das Viertelfinale vor und scheiterte dort am ebenfalls aus Paraguay stammenden Club Olimpia, gegen den die Mannschaft schon in der Gruppenphase spielte.
- Copa Libertadores (6): 1979, 1980, 1982, 1987, 1989 und 1992
- Copa Conmebol (1): 1999 (nicht teilgenommen)
- Copa Filigrana (1): 2002

## Erfolge
- Primera División de Paraguay (2): 1986 und 1991
- Segunda División de Paraguay (3): 1964, 1978 und 2006
- Copa Simón Bolivar (1): 1951
- Torneo República (1): 1988

## Trainerhistorie
- 1985 bis 1986: Ferenc Puskás
- September 2013 bis Oktober 2013: Mauricio Larriera[1]
- Juni 2015 bis Mai 2016: Daniel Garnero[2]

## Bedeutende ehemalige Spieler
- Justo Villar: Der Torwart bestritt insgesamt 119 Spiele für den Verein. In den Jahren 1997 und 1998 konnte er mit der Mannschaft jeweils das Finale des Torneo Apertura erreichen und unterlag beide Male. 1999 verließ er den Verein. Im Jahre 2004 wurde zu Paraguays Fußballer des Jahres gewählt.
- Edgar Benítez: Zur Saison 2008 wurde der Stürmer ausgeliehen und war in dieser Saison einer der Torgaranten des Teams. Doch nach nur einem Jahr musste er wieder abgegeben werden.

## Basketball
Sol de América hat auch eine Basketball-Mannschaft, die in der Primera División de Baloncesto de Paraguay spielt und seit 1982 zahlreiche Meisterschaften gewann.

### Erfolge
- Liga de Baloncesto Metropolitana: 1982, 1983, 1984, 1995, 1996, 1998, 1999, 1994, 2007
- Liga Nacional de Clubes: 2008, 2010
- Súper Copa de Campeones: 2007, 2010